# 角孝人
角 孝人（すみ たかひと、1969年7月10日 - ）は、日本のお笑いタレント、俳優、司会者、作・演出家である。ジェイ・ビーンズ所属。

## 来歴
吉本総合芸能学院（NSC）第2期生。同期には吉田ヒロや太平かつみがいる。

1983年〜1988年　吉本興業に所属（漫才、吉本新喜劇など）。同期の吉田ヒロとコンビ「パイレーツ」を結成していた。

1990年〜フリーにて、イベントや結婚披露宴の司会
、PVナレーション等を行っている。

## 出演

### 映画
- LADY NINJA〜青い影〜（2018年）- 浮浪者で殺される 役
- マスカレードホテル（2019年1月）- 金持ちの酔払い 役
- 最高の人生の見つけ方（2019年10月） - 造園業の人 役

### TV
- ザ!世界仰天ニュース（日本テレビ） - 『アサリを食べたら全身麻酔』 - 兄 役
- 0.1%の奇跡!逆転無罪ミステリー（テレビ東京系）- 弁護団 役
- LEADERS II（2017年3月26日、TBS） - ディーラー 役
- 緊急取調室（テレビ朝日）- 刑事 役
- 下北沢ダイハード（2017年、テレビ東京）- パチンコ屋のクレーマー 客
- リバース（フジテレビ）- 新聞記者 役
- JAPANGLE（NHK Eテレ）- 銭湯の客 役
- ミュージックフェア（フジテレビ）- バックダンサー

### CM
- 新レノアハピネス - サラリーマン役
- WOWOW - 喫茶店の客

### ラジオ
- オオカミ少年片岡正徳の君こそスターだ！（渋谷クロスFM）

### 舞台
- 大塚ドリームshow（2019年8月公演/2020年2月公演）